# Codex Nitriensis
De Codex Nitriensis (Gregory-Aland no. R of 027, von Soden ε 22) is een van de Bijbelse handschriften. Het dateert uit de zesde eeuw en is geschreven met hoofdletters (uncialen) op perkament.

## Beschrijving
De gehele Codex Nitriensis bestaat uit 48 bladen (29,5 x 23,5 cm). De tekst is geschreven in twee kolommen per pagina, 25 regels per pagina. Het is een palimpsest.
Het manuscript bevat de sectienummers van Ammonius, maar de tabellen met de canons van Eusebius ontbreken.
De Codex bevat teksten van de Evangelie volgens Lucas in een fragmentarische toestand.
Inhoud
Lucas
1:1-13; 1:69-2:4; 2:16-27; 4:38-5:5; 5:25-6:8; 6:18-36; 6:39; 6:49-7:22; 7:44; 7:46; 7:47; 7:50; 8:1-3; 8:5-15; 8:25-9:1; 9:12-43; 10:3-16; 11:5-27; 12:4-15; 12:40-52; 13:26-14:1; 14:12-15:1; 15:13-16:16; 17:21-18:10; 18:22-20:20; 20:33-47; 21:12-22:6; 22:8-15; 22:42-56; 22:71-23:11; 23:38-51.
De bovenste tekstlaag van dit palimpsest bevat de Syrische verhandeling door Severus van Antiochië tegen Johannes Grammaticus, geschreven in de achtste of negende eeuw. De onderste tekstlaag bevatte naast het evangelie van Lucas delen van de Ilias, beide uit de zesde eeuw, en de Elementen van Euclides uit de zevende of achtste eeuw.
De Codex Nitriensis geeft de Byzantijnse tekst weer. Kurt Aland plaatste de codex in Categorie V.

## Geschiedenis van de codex
Vroeger behoorde tot het klooster van S. Maria Deipara in de Nitrian woestijn. In 1842 samen met een andere 500 manuscripten werd gebracht naar Engeland.
Het handschrift werd verzameld door Tischendorf en Tregelles.
De fragmenten van Lukas werden door Tregelles in 1854 en door Tischendorf in 1855 onafhankelijk van elkaar getranscribeerd. Nadat Tischendorf zijn werk vergeleek met dat werk van Tregelles, onderzocht hij de tekstdelen waarin hun resultaat verschilde opnieuw (zoals Lucas 8:5 en 18:1.10). De bewerkte tekst van Tischendorf verscheen in 1857 in zijn Monumenta sacra inedita, volume VII, met een facsimile-druk.
Het handschrift bevindt zich in de British Library (Additional Manuscript 17211) in Londen.